# Sœurs de Notre Dame du Bon Secours de Lyon
Les Sœurs de Notre Dame du Bon Secours de Lyon est une congrégation religieuse hospitalière de droit pontifical. 

## Historique
Après la révolution de Juillet, l’administration de l’Hôtel-Dieu de Lyon
veut régenter la vie des sœurs hospitalières; ainsi par un décret du 27 avril 1831, le noviciat est aboli. Plusieurs sœurs s’opposent aux nouveaux règlements, jusqu'au 31 décembre 1834, où 12 policiers et 50 grenadiers entrent dans l'hôpital et signifient aux sœurs rebelles de se soumettre ou de sortir immédiatement de l’établissement. Des sœurs cèdent à l'injonction, certaines partent pour entrer dans d'autres instituts, d'autres enfin, hésitantes sur le chemin à prendre, sont accueillies chez des particuliers.
Parmi ces dernières, Étiennette Chavent et 4 autres sœurs rencontrent en janvier 1935 l'abbé Gabriel, leur ancien aumônier de Hôtel-Dieu, qui leur demande de se constituer en congrégation religieuse pour le soin des malades à domicile. Elles obtiennent le consentement de  Jean-Gaston de Pins, administrateur apostolique de Lyon, puis commencent la vie commune le 29 janvier 1835 et se place sous le vocable de Notre Dame du Bon Secours.
Elles font leur première profession religieuse le 19 octobre 1837 où Étiennette Chavent prend le nom de Marie Joseph ; l'année suivante, elle est élue supérieure de la communauté. Les constitutions religieuses sont rédigées par le Père Balandrier, jésuite, en se basant sur celles de la compagnie de Jésus et approuvées par le cardinal de Bonald le 29 juillet 1852. L'institut obtient le décret de louange en 1889.

## Activités et diffusion
Les sœurs se dévouent aux soins des malades.
Elles sont présentes en France.
La maison-mère est à Lyon.
En 2017, la congrégation comptait 14 sœurs dans 4 maisons.